# گرین لنترن (فیلم)
گرین لنترن یا فانوس سبز (به انگلیسی: Green Lantern) یک فیلم ابرقهرمانی آمریکایی که در سال ۲۰۱۱ اکران شد. این فیلم بر اساس شخصیت ابرقهرمانی به همین نام از شرکت دی‌سی کامیکس ساخته شده‌است. این فیلم به کارگردانی مارتین کمپل ساخته شده‌است. فانوس سبز داستان هال جردن، خلبان نیروی هوایی را به تصویر می‌کشد که توسط بیگانگانی از سایر سیارات ربوده شده و سفری میان کهکشانی را به سوی منطقه‌ای معروف به گرین لنترن آغاز می‌کند.
تولید آن بر عهدهٔ شرکت برادران وارنر بوده که با بهره‌گیری از تکنولوژی ساخت فیلم‌های سه‌بعدی است. این فیلم با دوربین‌های سه‌بعدی و با بهره‌گیری از جلوه‌های ویژه حرفه‌ای آن زمان ساخته شده‌است. مایکل گلدنبرگ نگارش فیلم‌نامه را بر عهده داشته‌است. این فیلم در ۱۷ ژوئن ۲۰۱۱ منتشر شد و به‌طور کلی نظرات منفی از طرف منتقدان دریافت کرد. این فیلم ۲۱۹ میلیون دلار در برابر بودجه تولید ۲۰۰ میلیون دلار فروش داشت و تبدیل به بمب گیشه شد.

## داستان
سال‌ها گروهی با نام سپاه فانوس سبز در سیاره‌ای به نام «اُوآ»، وظیفه دارند تا صلح و تعادل را در بین دنیاهای مختلف برقرار کنند. افراد این گروه با استفاده از حلقه‌های سبزی که در اختیار دارند به قدرت‌های ویژه‌ای دست پیدا می‌کنند که از آن برای مقابله با نیروهای شیطانی و شرور بهره می‌گیرند. اما با ظهور یک دشمن جدید به نام پرالکس این سپاهیان سبز دچار مشکلی بزرگ می‌شود.
پرالکس دارای توانایی و قدرت‌های زیادی است که از آن جمله می‌توان به القاء وحشت در موجودات و سپس تصرف روح آن‌ها اشاره کرد. افراد فانوس سبز نمی‌توانند در برابر او مقاومت کنند و روز به روز از قدرتشان کاسته می‌شود. در این بین یکی از سلحشورهای فانوس سبز به نام آبین سور که پس از نبرد با پرالکس به شدت مجروح شده و در حال مرگ است، فردی به نام هال جردن را پیدا می‌کنند که به نظر می‌رسد توانایی‌های روحی او کلید پیروزی بر تاریکی و شرارت پرالکس است. اما جردن تا آستانهٔ پیوستن به فانوس‌های سبز و در دست گرفتن قدرت یک حلقه، راه زیادی در پیش دارد. به زودی جردن باید با شرورترین نیروی هستی به مبارزه برخیزد، و سرنوشت دنیاها را رقم بزند.

## بازیگران
| بازیگر            | نقش                   | گوینده         |
| ----------------- | --------------------- | -------------- |
| رایان رینولدز     | هال جردن / گرین لنترن | شروین قطعه‌ای   |
| بلیک لایولی       | کرول فریس             | مینو غزنوی     |
| پیتر سارسگارد     | هکتور هموند           | کسری کیانی     |
| مارک استرانگ      | سینسترو               | تورج مهرزادیان |
| آنجلا باست        | آماندا والر           |                |
| تمورا موریسون     | آبین سور              |                |
| تیم رابینز        | رابرت هموند           | ژرژ پطرسی      |
| جفری راش          | تامار-ر               |                |
| مایکل کلارک دانکن | کیلووگ / گرین لنترن   | علی عابدی      |
| تایکا وایتیتی     | توماس کالماکو         |                |
| کلنسی براون       | پرالکس                | علی عابدی      |